# Oran (provincie)
Oran is een provincie (wilaya) van Algerije. De hoofdstad is Oran. De provincie heeft een oppervlakte van 2121 km² en een inwonertal van 1.454.078 (2008). De bevolkingsdichtheid van de provincie is 688 inwoners per km².

## Bestuurlijke indeling
De gemeente bestaat uit 9 districten en 38 gemeentes. De districten zijn:
- Aïn El Turk
- Arzew
- Bethioua
- Es Sénia
- Bir El Djir
- Boutlélis
- Oued Tlélat
- Gdyel
- Oran

Adrar ·
Aïn Defla ·
Aïn Témouchent ·
Algiers ·
Annaba ·
Batna ·
Béchar ·
Béjaïa ·
Biskra ·
Blida ·
Bordj Bou Arréridj ·
Bouira ·
Boumerdès ·
Chlef ·
Constantine ·
Djelfa ·
El Bayadh ·
El Oued ·
El Tarf ·
Ghardaïa ·
Guelma ·
Illizi ·
Jijel ·
Khenchela ·
Laghouat ·
Médéa ·
Mila ·
Mostaganem ·
M'Sila ·
Mascara ·
Naama ·
Oran ·
Ouargla ·
Oum el-Bouaghi ·
Relizane ·
Saïda ·
Sétif ·
Sidi-bel-Abbès ·
Skikda ·
Souk Ahras ·
Tamanrasset ·
Tébessa ·
Tiaret ·
Tindouf ·
Tipaza ·
Tissemsilt ·
Tizi Ouzou ·
Tlemcen